# 佐藤昌介
佐藤 昌介（さとう しょうすけ、1856年12月21日（安政3年11月24日） - 1939年（昭和14年）6月5日）は、日本の教育者。北海道帝国大学初代総長。日本初の農学博士のひとり。

## 経歴

北海道大学構内に位置する、佐藤昌介像

現在の岩手県花巻市出身。父は佐藤昌蔵。1870年は、作人館にて、原敬らと学ぶ。東京外国語学校（現・東京外国語大学）、大学南校、東京英語学校（ともに現・東京大学）に学んだ後、札幌農学校（現・北海道大学）に第1期生として進学。ウィリアム・スミス・クラークに学んだ。
大学卒業後、札幌農学校助手に就任。1882年には自費で渡米し、ホートン農場で農業技術を習得したほか、ニューヨーク在勤総領事の紹介により農商務省御用掛りに就任した。その後はアメリカ合衆国メリーランド州にあるジョンズ・ホプキンス大学でおよそ2年間、経済学者のリチャード・セオドア・イリーらにより指導を受けた。イリーはドイツ歴史学派に影響を受けた保護貿易論者であり、彼の教えを受けた佐藤が農学校にドイツ的農学・経済学を持ち帰ったことから、それまで英米風の大農経営と畑作を重視していた農学校の学風が、中小農経営・米作中心の農学へと転換していく結果になった。
1886年、ジョンズ・ホプキンス大学でPh.D.（博士号）を取得。同年帰国、12月に札幌農学校教授となる。1894年、札幌農学校校長に就任。新渡戸稲造らと共に1899年、日本で初めて農学博士の称号を授与された。
1907年、札幌農学校から改称された東北帝国大学農科大学学長に就任。1910年12月までは東北帝国大学の総長の職務も代行した。1918年、同農科大学が北海道帝国大学へと移行するのに合わせ、同帝国大学の総長に就任した。
1922年に、花巻高等女学校で、「女子教育について」講演。当時から女子教育を話題にしていた。
1924年、同郷の宮沢賢治が北大を訪問、佐藤昌介を訪れた。
事実上の単科大学であった札幌農学校を帝国大学へと昇格させるために尽力した人物であり、「北大育ての親」とも呼ばれている。1926年、旭日大綬章を受章。
1928年には男爵を授爵。
1931年には、出身の花巻市に現在の岩手県立花巻北高等学校創設にあたり、指示を仰がれ、甥の佐藤昌を指名する。
1932年、北海道大学構内に佐藤昌介の功績を称え、胸像が完成した。製作者は北海道出身の彫刻家、加藤顕清である。しかし、その後1943年、第二次世界大戦下における金属類回収令の影響により胸像は回収された。同じく同大学構内にあるクラーク像も回収されている。
その後1939年に病死。
現在構内に位置する胸像は1956年に新しく建設されたものである。この「佐藤昌介像」は、「北区歴史と文化の八十八選」に選定されている。
佐藤昌介・新渡戸稲造を記念した寮、佐藤・新渡戸記念寮が北海道大学からやや離れた場所に建てられている。
マサチューセッツ工科大学で日米交換教授も務めた。また、ジョンズ・ホプキンス大学留学時代は、国際連盟の創設者ウッドロウ・ウィルソンなどとも意見を交わした。なお、同郷の新渡戸稲造をジョンズ・ホプキンス大学へと誘ったのは、佐藤昌介。

## 栄典
位階
- 1911年（明治44年）9月11日 - 正四位[2]
- 1916年（大正5年）10月10日 - 従三位[3]
- 1924年（大正13年）7月1日 - 正三位[4]
- 1939年（昭和14年）6月5日 - 従二位[5]

勲章等
- 1901年（明治34年）12月27日 - 勲五等瑞宝章[6]
- 1915年（大正4年）11月10日 - 大礼記念章[7]
- 1924年（大正13年）6月30日 - 勲一等瑞宝章[8]
- 1926年（大正15年）5月10日 - 旭日大綬章[9]
- 1928年（昭和3年）11月10日 - 男爵[10]

## 親族
- 父 佐藤昌蔵（盛岡藩士、衆議院議員）[11]
- 妹　佐藤直子 栃内元吉の妻。妹 佐藤輔子 島崎藤村の教え子。島崎藤村の小説『春』に登場する安井勝子のモデルといわれる。

- 妻 佐藤ヤウ（稲田植乗二女）[12]
- 二男 稲田昌植（農学者、貴族院男爵議員、妻ヤウの兄稲田邦植養子）[12]
- 五男 佐藤昌彦（宮城学院長）[12]